# 小小老頭
小小老頭（日语：／ Chīsai Ojisan）是日本的都市傳說，指世上存在著中年男性樣貌的小人，在2009年左右開始成為話題。

## 概要
根據目撃者形容，小小老頭身高約8厘米至20厘米，通常出現於窗戶或浴室等地方，有時也會看見他們在路邊運送空罐或依附於樹木上。有網站設立小小老頭的留言版和討論區。
2009年3月15日，以講述都市傳説而為人所知關曉夫在東京電視台節目《過度Cozy》中透露，在關東中部的神社內，有妖精會依附在參拜者身上，演員的場浩司表示他經常前往該神社，並且曾經目擊小小老頭出現，雖然節目未有透露神社的名字，但是謠傳東京都中部杉並區的大宮八幡宮就是小小老頭的住處，在節目播出後的連續假期時，參拜者較歷年增加一倍以上，其後亦有增無。
2010年，有人將小小老頭的形象設計成電話繩，並且認為看見他們就可以幸福或取得成功。
2011年，一張於昭和47年（1972年）在秋田縣拍攝的照片中，被指出現15厘米長的小人，該張照片連同妖怪研究家山口敏太郎的解說一同刊登在報章上。

## 目擊者
目擊小小老頭的通常是音樂家、寫真偶像等藝人。其中，女演員釋由美子在傳說廣為流傳前約10年，便已經表示看過小小老頭。
- 岡田准一（V6）
  - 曾經看見小小老頭和小小老婦拉扯家中的水壺[2]。
- 黑瀨純（日语：パンクブーブー）（PUNK BOOBOO（日语：パンクブーブー））
  - 在小學一年級時，曾經為了捕捉鍬形蟲而將煙花扔入樹洞，然後聽到小小老頭的咳嗽聲，並且遭其責罵「煙霧讓我很不舒服啊，笨蛋！」，接著小小老頭便爬上了樹頂[12]。
- 釋由美子
  - 在浴室哭泣時，小小老頭突然出現並且鼓勵她，但是由於太過害怕，她用花灑將小小老頭沖走[2]。
  - 曾經看見穿著手睡衣的小人做體操[2]。
  - 2008年年末，曾經看見小小老頭將鏡餅上的柑夾在腋下偷走[11]。
  - 曾看見小小老頭利用芳香療法的火來取暖[11]。
  - 曾經看見小小老頭利用全身來操作智能手機[13]。
  - 小小老頭穿著寫有村田二字的外套[13]。
- 種馬Man（Moriman（日语：モリマン））
  - 出門扔垃圾的時候，曾經看見身長約30至40厘米的小小老頭騎著自行車。她大叫之餘馬上將垃圾扔掉，逃入家中。隔天早上，她發現應該已經扔掉的垃圾，散落在布團的周圍[14]。
- 土岐田麗子（日语：土岐田麗子）
  - 以為床附近會發現小小老頭，最終卻在毛巾被（日语：オルケット）下發現[2]。
- 中島美嘉
  - 曾經在房間躺著看電視時，發現騎著哈雷摩托車的小小老頭正從眼前經過，當時她本人還沒意會到那是什麼，心裡只覺得「吵死了」，突然疑惑著剛那是什麼的時候，小小老頭又再次的從剛才的方向折返回來，再次的騎著哈雷現身後消失，這時候她才驚覺，「啊！這就是傳說中的小小老頭啊！」[9]。
- 的場浩司
  - 曾經看見一群梳有拉斯塔法里髮綹的小小老頭[2]。
- 南Marika（日语：南まりか）
  - 在家內的洗衣機附近，曾經看見穿短褲或西裝的小小老頭，但是他們被發現後很快便向洗衣機後方逃去[2]。
- 山口敏太郎
  - 在水著企劃中，見看見疋田紗也（日语：疋田紗也）的頭上出現小人[2]。
  - 在一幅拍有新宿御苑的窗戶的照片中，看見約20厘米的侍[2]。
- 渡邊徹（日语：渡辺徹 (俳優)）
  - 與妻子榊原郁惠（日语：榊原郁恵）和母親在旅館投宿，隔天早上看見小小侍突然出現，並且將放於屋內的草莓吃掉[2]。
  - 由於家內的監視系統顯示出現入侵者，他便前往了解發生何事，然後發現約30厘米長，上半身赤裸，樣貌像老鼠的男人逃去車庫的車輪下面。自此，每晚12時，家中飼養的狗便會對著不知什麼東西吠叫[2]。

其他目擊者還有稻川淳二、大島優子（AKB48）、小野惠令奈、木下優樹菜、倉持明日香（AKB48）、小池榮子、千秋、長瀨智也（TOKIO）、濱田雅功、平山綾、松嶋初音、水木茂、森久美子和柳原可奈子等，在不少電視節目上引起話題。神秘學雜誌《Mu》的總編緝認為小小老頭這個都市傳說，通過電視節目瞬間傳播開去。

## 解释
小小老頭的原型可能是妖精、河童、妖怪、幽靈或外星人等的未確認生物，但是實際上被認為是過度疲勞而形成的幻覺。這是因為大多數目撃者均是在就寢期間或深夜看見小小老頭，精神科醫師亦不時聽到求醫者說看見過小人。因此，推斷小人是源自路易氏體失智症產生的幻覺，妖怪研究家山口敏太郎亦稱自己的祖母曾經看見小人，並且得出小人是源於路易氏體失智症的結論。
另外，有些說法認為小小老頭的出現是源於藥物的副作用。也有說法認為是誤將昆蟲當作看起來很光亮的禿頭。
此外，亦有指見指克魯波克魯等的小人傳説亦存在，因此難以以幻覺來否定小人的存在。